# 컬럼 (데이터베이스)
컬럼(column, 열, 列)이란 관계형 데이터베이스 테이블에서 특정한 단순 자료형의 일련의 데이터값과 테이블에서의 각 열을 말한다. 칼럼은 열이 어떻게 구성되어야 할 지에 대한 구조를 제공한다.
관계형 데이터베이스 용어에서 칼럼과 같은 의미로 사용되는 것은 속성(attribute)이다.
‘필드’(field)라는 용어가 종종 칼럼의 대용으로 동일한 의미로 사용되지만, 필드와 필드값은 한 열이나 한 칼럼 사이의 교차로 존재하는 단일 항목을 특정할 때 언급하는 것이다.

## 예제
예를 들어, 회사를 나타내는 테이블에는 다음과 같은 칼럼이 존재할 것이다.
- ID (integer identifier, 각 열이 고유하다, 즉 중복되는 항목이 없다)
- Name (text)
- Address line 1 (text)
- Address line 2 (text)
- City (integer identifier, 별개의 city 테이블에서 끌어온 것)
- Postal code (text)
- Industry (integer identifier, 별개의 industries 테이블에서 끌어온 것)

등
각 열은 각 칼럼에 대한 데이터 값을 제공할 것이며, 단일 구조 데이터 값으로 이해될 것이다. 이 경우에는 company를 나타낸다. 보다 공식적으로 각 열은 튜플의 세트로 구성된 관계변수로서 해석될 수 있다. 적절한 칼럼명과 이 열이 그 칼럼을 위해 제공하는 값, 2개의 항목으로 각 튜플이 구성된다.
|       | Column 1        | Column 2        |
| ----- | --------------- | --------------- |
| Row 1 | Row 1, Column 1 | Row 1, Column 2 |
| Row 2 | Row 2, Column 1 | Row 2, Column 2 |
| Row 3 | Row 3, Column 1 | Row 3, Column 2 |

데이터베이스 예제들: MySQL, SQL Server, Access, Oracle, Sybase, DB2.
코딩은 SQL 질의어와 관련이 있다.

## 같이 보기
- 컬럼 지향 DBMS
- 로우 (데이터베이스)
- SQL
- 질의 언어